# Кляпинская Буда (Кормянский район)
Кляпинская Буда (бел. Кляпінская Буда) — деревня в Коротьковском сельсовете Кормянского района Гомельской области Беларуси.
На юге и западе Струменский ботанический заказник.

## География

### Расположение
В 21 км на северо-восток от Кормы, в 75 км от железнодорожной станции Рогачёв (на линии Могилёв — Жлобин), в 131 км от Гомеля.

### Гидрография
На реке Будянка (приток реки Кляпинка).

## Транспортная сеть
Автодорога связывает деревню с Кормой. Планировка состоит из прямолинейной, почти меридиональной ориентации улицы, застроенной двусторонне деревянными домами усадебного типа.

## История
Согласно письменным источникам известна с начала XX века как деревня в Рогачёвском уезде Могилёвской губернии. В 1910 году открыта церковно-приходская школа, на свои средства жители построили здание. В 1929 году организован колхоз. Согласно переписи 1959 года в составе подсобного хозяйства «Волынцы» райсельхозхимии (центр — деревня Волынцы). До 31 октября 2006 года в составе Волынецкого сельсовета.

## Население

### Численность
- 2004 год — 27 хозяйств, 50 жителей.

### Динамика
- 1959 год — 397 жителей (согласно переписи).
- 2004 год — 27 хозяйств, 50 жителей.